# Mott's
Mott's är en amerikansk tillverkare av äpplebaserade produkter, främst juicer och såser. Företaget grundades 1842 av Samuel R. Mott som tillverkade äppelcider och vinäger. 1900 slogs Mott's samman med W.B. Duffy Cider Company till Duffy-Mott. Senare togs koncernen över av American Brands och 1982 tog Cadbury Schweppes över som ägare. 2006 blev Mott's produkter integrerade i Cadbury Schweppes Americas Beverages och Mott's är idag en självständig del i Dr Pepper Snapple Group.